# مدرسه پیرمردها
مدرسه پیرمردها فیلمی ایرانی در ژانر کمدی به کارگردانی سید علی سجادی حسینی، نویسندگی علیرضا طالب‌زاده و تهیه‌کنندگی فرشته طائرپور ساخته سال ۱۳۷۰ است.

## خلاصه فیلم
این فیلم داستان پیرمردی به نام پاک‌نهاد است که پسران وی برای تصاحب ملک پدرشان، او را در یک خانه سالمندان پنهان کرده‌اند.

## جشنواره‌ها
- برنده پروانه زرین و دیپلم افتخار بهترین نمونه فیلم (آنونس) (منوچهر شاهسواری) در دهمین دوره جشنواره فیلم‌های کودکان و نوجوانان (۱۳۷۳)
- برنده جایزه ویژه هیئت داوران کودک بهترین بهترین فیلم در سومین دوره جشنواره بین‌المللی فیلم‌های کودکان و نوجوانان قاهره (۱۳۷۱)